# Nisída Koukounítsa
Nisída Koukounítsa är en ö i Grekland.   Den ligger i regionen Västra Grekland, i den centrala delen av landet, 270 km väster om huvudstaden Aten.